# Grand Prix Júnior de Patinação Artística no Gelo na Croácia
O Grand Prix Júnior de Patinação Artística no Gelo na Croácia (muitas vezes intitulado: Croatia Cup) é uma competição internacional de patinação artística no gelo de nível júnior. A competição é organizada pela União Internacional de Patinação (ISU), e disputado no outono, em alguns anos, como parte do Grand Prix Júnior de Patinação Artística no Gelo.

## Edições
| Ano        | Edição               | Cidade sede          | Júnior               | Júnior               | Júnior               | Júnior               | Ref                  |
| Ano        | Edição               | Cidade sede          | M                    | F                    | P                    | D                    | Ref                  |
| ---------- | -------------------- | -------------------- | -------------------- | -------------------- | -------------------- | -------------------- | -------------------- |
| 1999       | 1.ª                  | Zagreb               | •                    | •                    | •                    | •                    | [ 1 ]                |
| 2000– 2002 | Não houve competição | Não houve competição | Não houve competição | Não houve competição | Não houve competição | Não houve competição | Não houve competição |
| 2003       | 2.ª                  | Zagreb               | •                    | •                    | •                    | •                    | [ 2 ]                |
| 2004       | Não houve competição | Não houve competição | Não houve competição | Não houve competição | Não houve competição | Não houve competição | Não houve competição |
| 2005       | 3.ª                  | Zagreb               | •                    | •                    | •                    | •                    | [ 3 ]                |
| 2006       | Não houve competição | Não houve competição | Não houve competição | Não houve competição | Não houve competição | Não houve competição | Não houve competição |
| 2007       | 4.ª                  | Zagreb               | •                    | •                    | –                    | •                    | [ 4 ]                |
| 2008       | Não houve competição | Não houve competição | Não houve competição | Não houve competição | Não houve competição | Não houve competição | Não houve competição |
| 2009       | 5.ª                  | Zagreb               | •                    | •                    | –                    | •                    | [ 5 ]                |
| 2010– 2011 | Não houve competição | Não houve competição | Não houve competição | Não houve competição | Não houve competição | Não houve competição | Não houve competição |
| 2012       | 6.ª                  | Zagreb               | •                    | •                    | •                    | •                    | [ 6 ]                |
| 2013       | Não houve competição | Não houve competição | Não houve competição | Não houve competição | Não houve competição | Não houve competição | Não houve competição |
| 2014       | 7.ª                  | Zagreb               | •                    | •                    | •                    | •                    | [ 7 ]                |
| 2015       | 8.ª                  | Zagreb               | •                    | •                    | –                    | •                    | [ 8 ]                |
| 2016       | Não houve competição | Não houve competição | Não houve competição | Não houve competição | Não houve competição | Não houve competição | Não houve competição |
| 2017       | 9.ª                  | Zagreb               | •                    | •                    | •                    | •                    | [ 9 ]                |

Legenda
- –  Evento não disputado neste ano

## Lista de medalhistas

### Individual masculino
| Evento                 | Ouro                               | Prata                           | Bronze                               |
| Zagreb 1999 (detalhes) | Florian Just · Alemanha            | Laurent Porteret · França       | Denis Balandin · Rússia              |
| 2000–2002              | Não houve competição               | Não houve competição            | Não houve competição                 |
| Zagreb 2003 (detalhes) | Evan Lysacek · Estados Unidos      | Alban Préaubert · França        | Sergei Dobrin · Rússia               |
| 2004                   | Não houve competição               | Não houve competição            | Não houve competição                 |
| Zagreb 2005 (detalhes) | Adrian Schultheiss · Suécia        | Geoffry Varner · Estados Unidos | Ryo Shibata · Japão                  |
| 2006                   | Não houve competição               | Não houve competição            | Não houve competição                 |
| Zagreb 2007 (detalhes) | Austin Kanallakan · Estados Unidos | Ivan Bariev · Rússia            | Armin Mahbanoozadeh · Estados Unidos |
| 2008                   | Não houve competição               | Não houve competição            | Não houve competição                 |
| Zagreb 2009 (detalhes) | Yuzuru Hanyu · Japão               | Ross Miner · Estados Unidos     | Zhan Bush · Rússia                   |
| 2010–2011              | Não houve competição               | Não houve competição            | Não houve competição                 |
| Zagreb 2012 (detalhes) | Maxim Kovtun · Rússia              | Yan Han · China                 | Harrison Choate · Estados Unidos     |
| 2013                   | Não houve competição               | Não houve competição            | Não houve competição                 |
| Zagreb 2014 (detalhes) | Shoma Uno · Japão                  | Nathan Chen · Estados Unidos    | Lee June-hyoung · Coreia do Sul      |
| Zagreb 2015 (detalhes) | Alexander Samarin · Rússia         | Nicolas Nadeau · Canadá         | Tomoki Hiwatashi · Estados Unidos    |
| 2016                   | Não houve competição               | Não houve competição            | Não houve competição                 |
| Zagreb 2017 (detalhes) | Alexei Krasnozhon · Estados Unidos | Joseph Phan · Canadá            | Makar Ignatov · Rússia               |

### Individual feminino
| Evento                 | Ouro                            | Prata                          | Bronze                              |
| Zagreb 1999 (detalhes) | Olga Stepanova · Rússia         | Svetlana Bukareva · Rússia     | Svitlana Pylypenko · Ucrânia        |
| 2000–2002              | Não houve competição            | Não houve competição           | Não houve competição                |
| Zagreb 2003 (detalhes) | Danielle Kahle · Estados Unidos | Myriane Samson · Canadá        | Elena Naumova · Rússia              |
| 2004                   | Não houve competição            | Não houve competição           | Não houve competição                |
| Zagreb 2005 (detalhes) | Veronika Kropotina · Rússia     | Nana Takeda · Japão            | Christine Zukowski · Estados Unidos |
| 2006                   | Não houve competição            | Não houve competição           | Não houve competição                |
| Zagreb 2007 (detalhes) | Mirai Nagasu · Estados Unidos   | Jenni Vähämaa · Finlândia      | Kim Na-young · Coreia do Sul        |
| 2008                   | Não houve competição            | Não houve competição           | Não houve competição                |
| Zagreb 2009 (detalhes) | Kanako Murakami · Japão         | Kate Charbonneau · Canadá      | Ellie Kawamura · Estados Unidos     |
| 2010–2011              | Não houve competição            | Não houve competição           | Não houve competição                |
| Zagreb 2012 (detalhes) | Angela Wang · Estados Unidos    | Hannah Miller · Estados Unidos | Anna Pogorilaya · Rússia            |
| 2013                   | Não houve competição            | Não houve competição           | Não houve competição                |
| Zagreb 2014 (detalhes) | Maria Sotskova · Rússia         | Karen Chen · Estados Unidos    | Alexandra Proklova · Rússia         |
| Zagreb 2015 (detalhes) | Marin Honda · Japão             | Wakaba Higuchi · Japão         | Diana Pervushkina · Rússia          |
| 2016                   | Não houve competição            | Não houve competição           | Não houve competição                |
| Zagreb 2017 (detalhes) | Sofia Samodurova · Rússia       | Mako Yamashita · Japão         | Anastasia Tarakanova · Rússia       |

### Duplas
| Evento                 | Ouro                                                          | Prata                                                         | Bronze                                                        |
| Zagreb 1999 (detalhes) | Aliona Savchenko · Stanislav Morozov · Ucrânia                | Meliza Brozovich · Anton Nimenko · Rússia                     | Anne Powers · Jamie Campbell · Canadá                         |
| 2000–2002              | Não houve competição                                          | Não houve competição                                          | Não houve competição                                          |
| Zagreb 2003 (detalhes) | Andrea Varraux · David Pelletier · Estados Unidos             | Amy Howerton · Steven Pottenger · Estados Unidos              | Anastasia Kuzmina · Stanislav Evdokimov · Rússia              |
| 2004                   | Não houve competição                                          | Não houve competição                                          | Não houve competição                                          |
| Zagreb 2005 (detalhes) | Bridget Namiotka · John Coughlin · Estados Unidos             | Ksenia Krasilnikova · Konstantin Bezmaternikh · Rússia        | Julia Vlassov · Drew Meekins · Estados Unidos                 |
| 2006–2011              | Não houve competição; 2007 e 2009 não houve disputa de duplas | Não houve competição; 2007 e 2009 não houve disputa de duplas | Não houve competição; 2007 e 2009 não houve disputa de duplas |
| Zagreb 2012 (detalhes) | Margaret Purdy · Michael Marinaro · Canadá                    | Yu Xiaoyu · Jin Yang · China                                  | Vasilisa Davankova · Andrei Deputat · Rússia                  |
| 2013                   | Não houve competição                                          | Não houve competição                                          | Não houve competição                                          |
| Zagreb 2014 (detalhes) | Maria Vigalova · Egor Zakroev · Rússia                        | Daria Beklemisheva · Maxim Bobrov · Rússia                    | Renata Oganesian · Mark Bardei · Ucrânia                      |
| 2016                   | Não houve disputa de duplas                                   | Não houve disputa de duplas                                   | Não houve disputa de duplas                                   |
| Zagreb 2017 (detalhes) | Polina Kostiukovich · Dmitrii Ialin · Rússia                  | Gao Yumeng · Xie Zhong · China                                | Aleksandra Boikova · Dmitrii Kozlovskii · Rússia              |

### Dança no gelo
| Evento                 | Ouro                                              | Prata                                             | Bronze                                            |
| Zagreb 1999 (detalhes) | Svetlana Kulikova · Arseni Markov · Rússia        | Caroline Truong · Sylvain Longchambon · França    | Valentina Anselmi · Fabrizio Pedrazzini · Itália  |
| 2000–2002              | Não houve competição                              | Não houve competição                              | Não houve competição                              |
| Zagreb 2003 (detalhes) | Morgan Matthews · Maxim Zavozin · Estados Unidos  | Olga Orlova · Maxim Bolotin · Rússia              | Camilla Spelta · Luca Lanotte · Itália            |
| 2004                   | Não houve competição                              | Não houve competição                              | Não houve competição                              |
| Zagreb 2005 (detalhes) | Natalia Mikhailova · Arkadi Sergeev · Rússia      | Trina Pratt · Todd Gilles · Estados Unidos        | Kristina Gorshkova · Vitali Butikov · Rússia      |
| 2006                   | Não houve competição                              | Não houve competição                              | Não houve competição                              |
| Zagreb 2007 (detalhes) | Vanessa Crone · Paul Poirier · Canadá             | Kristina Gorshkova · Vitali Butikov · Rússia      | Ksenia Monko · Kirill Khaliavin · Rússia          |
| 2008                   | Não houve competição                              | Não houve competição                              | Não houve competição                              |
| Zagreb 2009 (detalhes) | Maia Shibutani · Alex Shibutani · Estados Unidos  | Kharis Ralph · Asher Hill · Canadá                | Tatiana Baturintseva · Ivan Volobuiev · Rússia    |
| 2010–2011              | Não houve competição                              | Não houve competição                              | Não houve competição                              |
| Zagreb 2012 (detalhes) | Valeria Zenkova · Valerie Sinitsin · Rússia       | Evgenia Kosigina · Nikolai Moroshkin · Rússia     | Rachel Parsons · Michael Parsons · Estados Unidos |
| 2013                   | Não houve competição                              | Não houve competição                              | Não houve competição                              |
| Zagreb 2014 (detalhes) | Anna Yanovskaya · Sergey Mozgov · Rússia          | Rachel Parsons · Michael Parsons · Estados Unidos | Carolina Moscheni · Ádám Lukács · Hungria         |
| Zagreb 2015 (detalhes) | Rachel Parsons · Michael Parsons · Estados Unidos | Anastasia Skoptcova · Kirill Aleshin · Rússia     | Sofia Shevchenko · Igor Eremenko · Rússia         |
| 2016                   | Não houve disputa de duplas                       | Não houve disputa de duplas                       | Não houve disputa de duplas                       |
| Zagreb 2017 (detalhes) | Marjorie Lajoie · Zachary Lagha · Canadá          | Sofia Shevchenko · Igor Eremenko · Rússia         | Ksenia Konkina · Grigory Yakushev · Rússia        |